# Girolamo Rocca
Girolamo Rocca (... – 1691) è stato un giurista italiano.
Originario di Catanzaro, divenne sacerdote e poi docente di diritto e teologia al Collegio Romano. In seguito fu ordinato vescovo di Ischia e per nove anni accolse il celebre storico e filosofo Giambattista Vico come precettore dei suoi nipoti. La sua opera principale è Disputationum iuris (1687), ristampata a Ginevra (1693) e a Venezia (1703).

## Bibliografia

Disputationum iuris, 1687
(Fondazione Mansutti, Milano).